# Páni z Kravař
Páni z Kravař případně Kravařové (německy Herren von Krawarn) byli starý moravský šlechtický rod s erbem stříbrné zavinuté střely (zvané odřivous) v červeném poli, náležící do rozrodu Benešov(i)ců, s nímž sdíleli tento erb.

## Jméno
Přídomek pochází od Kravař na Opavsku. Ke jménu rodu se vypráví příběh, kdy pasák krav zachránil před medvědem dceru hradního pána, který mu ji dal za ženu a povýšil jej na rytíře „z Kravař.“ Jedná se o pána který sídlil na hradě Starý Jičín

## Historie
Je možné, ne však zcela prokazatelné, že v jejich žilách asi od poloviny 13. století kolovala krev Přemyslovců. Vok z Benešova a Kravař měl pravděpodobně za manželku dceru Přemysla Otakara II. z levého boku. Páni z Kravař se často ženili a své dcery a sestry vdávali za příslušníky rodu Rožmberků.

### Původ rodu

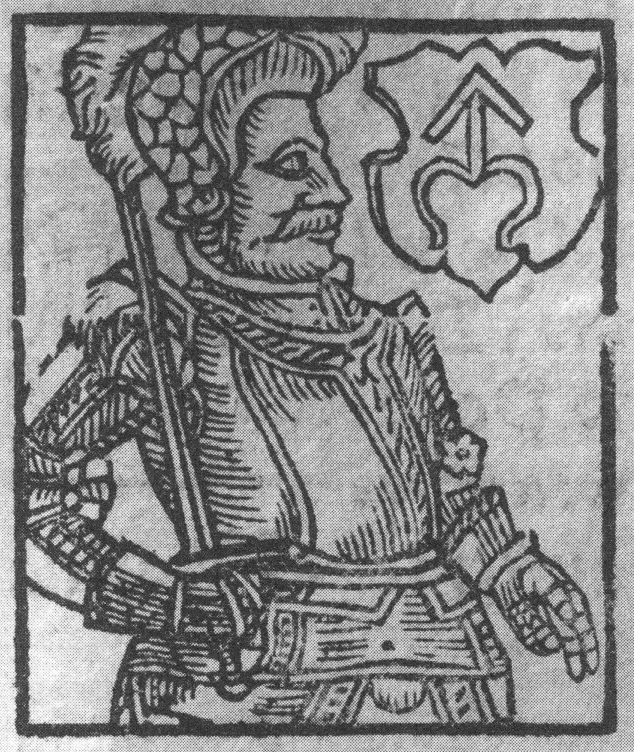
První Vok z Kravař – fiktivní podobizna z Paprockého Zrcadla Markrabství moravského

Starší literatura uvádí, že praotcem rodu Kravařů je Drslav z rodu Benešovců, který měl syna Voka. Novodobí autoři historických publikací však píší, že Vok, syn Drslavův a Vok z Benešova a Kravař byly dvě rozdílné osoby. Ve starší literatuře se též mylně slučuje Vok z Benešova a Kravař a Vok I. z Kravař v jednu historickou osobu. Staří i noví autoři se však shodují v tom, že otce Voka I. z Kravař nelze bezpečně historicky doložit, protože rodiče tohoto šlechtice se nikde neuvádějí. Zdá se však že otcem Voka I. z Kravař (1300-1329) byl Vok z Kravař a Benešova (1274-1283) z rodu Benešovců.
Kravařové se záhy rozdělili na dvě hlavní rodové větve. Vok II. z Kravař se stal zakladatelem plumlovsko-strážnické větve, když v roce 1325 získal Plumlov od krále Jana Lucemburského. Větev se dále dělila na plumlovskou a strážnickou odnož. Bratři z druhého manželství Voka I. z Kravař Ješek z Kravař a Drslav z Kravař se stali zakladateli fulnecko-jičínské větve.
Páni z Kravař zastávali významné funkce v Markrabství moravském, které bylo samosprávnou zemí, jehož představitelem byl moravský markrabě. Někteří z Kravařů zastávali funkce zemských komorníků, Jindřich z Kravař a Plumlova, Petr z Kravař a Strážnice a Lacek z Kravař a Helfštejna dosáhli na druhý nejvyšší moravský post po markraběti, jímž byl zemský hejtman. Petr († 1425) se stal nejvyšším hofmistrem Království českého[zdroj?] a moravským hejtmanem. Poskytl ochranu Janu Husovi, podepsal protestní dopis české šlechty adresovaný kostnickému koncilu po Husově upálení. Jako spojenec Jagellonců bojoval s řádem německých rytířů. Jeden z Kravařů – Lacek z Kravař – se stal olomouckým biskupem.
Za husitských válek stála část rodu za Zikmundem, další se k husitům přidala. Příslušníci tvorkovské větve působili hlavně jako komorníci, hejtmané a místodržící na Opavsku.

### Zánik větví rodu
Obě dvě větve rodu vymřely v 15. století. Posledním mužským potomkem fulnecko-jičínské větve byl Jan Jičínský z Kravař a Fulneka, po jehož smrti byl rodový majetek rozprodán na úhradu dluhů. Jím roku 1466 vymřela linie po meči. Posledním mužským potokem plumlovsko-strážnické větve byl Jiří z Kravař a Strážnice, který rozdělil majetek mezi své čtyři dcery a měl tak pokračovatele v jiných českých a moravských rodech.
Někdy se uvádí, že další linií Kravařů je tvorkovská větev, která sídlila ve slezském Tvorkově, k němuž přikoupila Přerov, Napajedla, Zábřeh a Boletice a která vymřela koncem 18. století. Tvorkovští měli sice s Kravaři stejné předky – Benešovce, ale tvořili zcela samostatný rod. Když roku 1466 zemřel poslední mužský potomek Kravařů, Jiří z Kravař a Strážnice, domáhali se Tvorkovští jejich majetku, avšak zemský soud jejich nároky neuznal, protože nebyli "ti praví Kravařští, z toho rodu pošlí."

## Erb

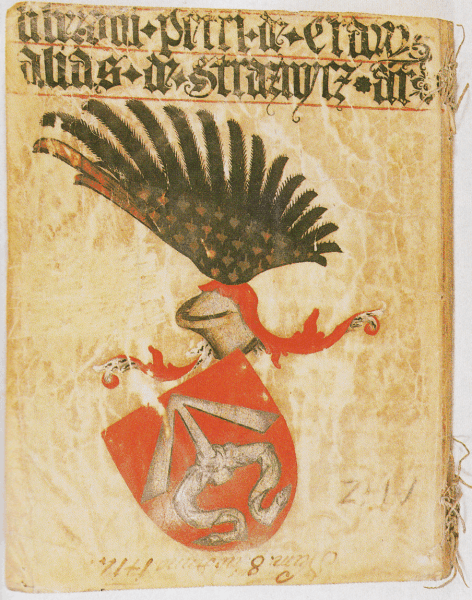
Pergamenové přebaly nejstarších knih zemských trhových - páni z Kravař

Ve znaku nosili zavinutou střelu (tzv. „odřivous“), ke které se váže příběh o zápasníkovi, jenž svému soupeři vytrhl knír, nabodl jej na střelu a podal jako důkaz vítězství. Podobný erb mělo množství zpřízněných šlechtických rodů a dostal se také do obecních znaků několika obcí, které v minulosti pánové z Kravař nebo jejich příbuzní vlastnili (zejména Kravaře a Bílovec).

## Majetek
Páni z Kravař vlastnili nebo měli v zástavě mnohé majetky na Moravě a v opavském Slezsku, ke kterým patřily: Kravaře, Plumlov, Drahuš, Račice, Dědice, Stagnov, Helfštýn, Hradec nad Moravicí, Starý Jičín, Nový Jičín, Štramberk, Vsetín, Klenov (Freundsberg), Rožnov pod Radhoštěm, Místek, Strážnice, Fulnek, Bílovec, Zábřeh, Klimkovice, Valašské Meziříčí, Velké Meziříčí, Moravský Krumlov, Moravský Beroun, Štamberk, Dvorce, Velká nad Veličkou, Kanšperk, Bzenec, Bánov, Brumov, Bílkov, Šternberk u Telče, Hoštejn, Náměšť nad Oslavou, Prostějov, Čechy pod Kosířem, Drahotuš, Šostýn a další.

## Příbuzenstvo
Spojili se s Rožmberky, Šternberky, Kostky z Postupic, Bruntálskými z Vrbna, pány z Ronova či z Boskovic.

## Rodokmen pánů zKravař

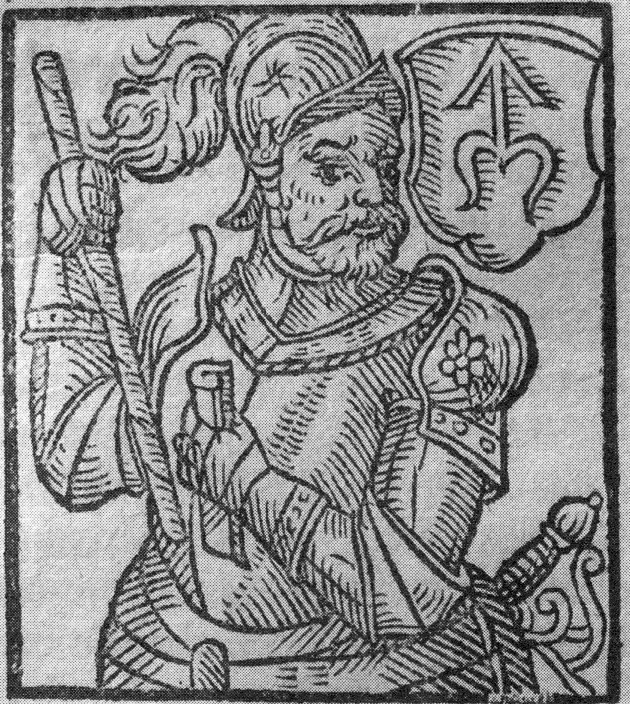
Petr Strážnický z Kravař dle Paprockého Zrcadla Markrabství moravského

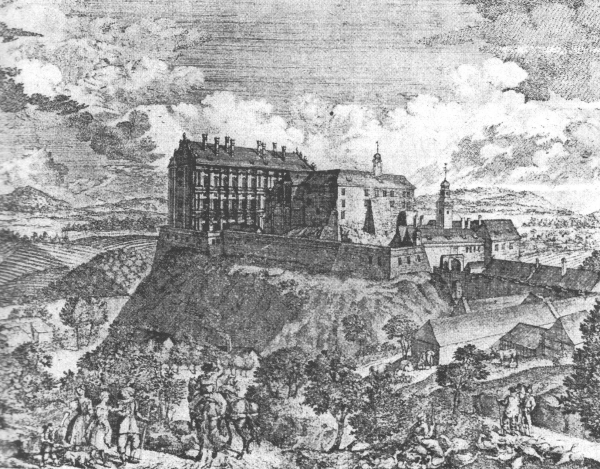
Zámek a hrad Plumlov roku 1720

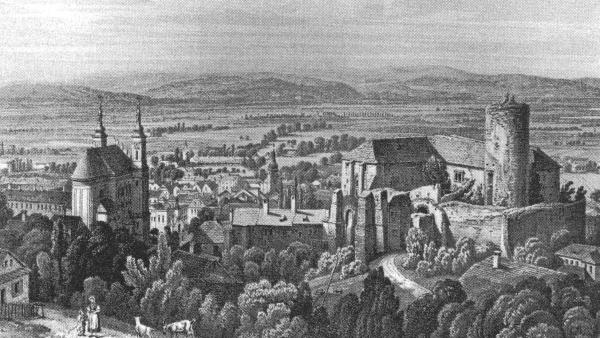
Hrad Šternberk roku 1850

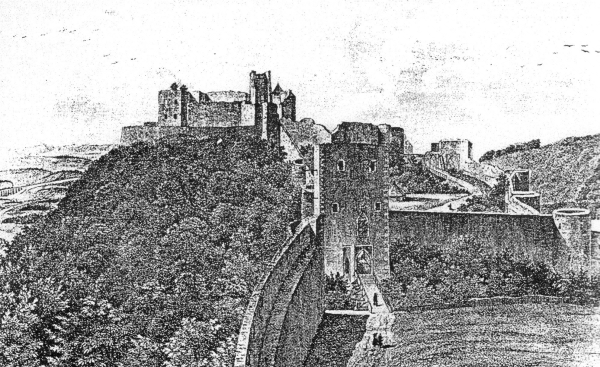
Helfštejn roku 1848

Vok z Benešova a Kravař (1274-1283), manželka – levobočka krále Přemysla Otakara
- Vok I. z Kravař (1300-1329)
  - Vok II. z Kravař (1320-1327), manželka Eliška z Rožmberka
    - Jindřich I. z Kravař (1330-1344), manželka Anna
    - Jan II. z Kravař (též Ješek) (1330-1340) rytíř německého řádu
    - Kateřina (+1357), manžel Štěpán ze Šternberka
    - Beneš z Kravař a Strážnice (1330-1375), 1. manželka Eliška z Ronova (Letovice), 2. manželka Kateřina
      - Václav z Kravař a Strážnice (1350-1381), manželka Eliška? (Strážnice)
        - Petr z Kravař a Strážnice (1380-1434), manželka Magdalena z Pernštejna?
          - Václav z Kravař a Strážnice (1420-1437), (Náměšť)
          - Jiří z Kravař a Strážnice (1415-1466), manželka Dorota z Valdštejna
            - Ludmila (+1502), 1. manžel Albert z Postupic, 2. manžel Jan Berka z Dubé
            - Kunka (+ 6. července 1510), manžel Václav z Boskovic
            - Johanka (+ 1495), manžel Jan Heralt z Kunštátu a Líšnice
            - Alžběta (+ 1500), 1. manžel Pertold z Lipé ml., 2. manžel Petr z Rožmberka

          - Kateřina (+1441), manžel Pertold z Lipé

      - Petr z Kravař a Plumlova (1369-1411), 1. manželka Kateřina ze Šternberka 2. manželka Kateřina Míšeňská
        - Petr III. z Kravař (1391-1406)
        - Perchta z Kravař (+1447), manžel Petr Konopišťský ze Šternberka
        - Eliška z Kravař (+1444), manžel Jindřich z Rožmberka
        - Uršula (1401)
        - Dorota
        - Jindřich z Kravař a Plumlova (1405-1420), (Plumlov)
        - Beneš V. z Kravař a Plumlova (1407-1413)

  - Beneš I. z Kravař (1337-1360) – kanovník
  - Ješek z Kravař (1323-1369) manželka Klára z Lipé
  - Drslav z Kravař (1329-1365)
    - Vok z Kravař a Jičína (1366-1386), manželka Anna ze Šternberka
      - Jan IV. z Kravař (1372-1382)
      - Eliška (manžel Přebor z Cimburka)
      - Lacek z Kravař, biskup (1383-1408)
      - Anna z Kravař (+1420)
      - Vok II. z Kravař a Jičína (1383-1406), manželka Eliška ze Šternberka
        - Jan Jičínský z Kravař a Fulneka (1413-1433), manželka Anežka Opavská

    - Ofka, manžel Jindřich z Lipé
    - Dorota, manžel Jan z Vildenberka
    - Beneš z Kravař a Krumlova (1368-1398), manželka Anna ze Šternberka
      - Beneš IV. z Kravař (1375-1412), opat kláštera Hradišťského
      - Jan z Kravař (1389-1400), manželka Eliška II. z Hradce
        - Benešek z Kravař (1404-1423)

    - Drslav z Kravař a Fulneka (1347-1380)
    - Lacek z Kravař a Helfštejna (1369-1416), zemský hejtman, manželka Markéta z Pogorelé
      - Jan z Kravař a Helfštejna (1378-1391)
      - Eliška z Kravař a Helfštejna, manžel Albert ze Šternberka
      - Drslav z Kravař a Helfštejna (1397)[1]